# Patrick Peterson
Pour les articles homonymes, voir Peterson.
(en) Statistiques sur pro-football-reference
Patrick De’mon Peterson, né le 11 juillet 1990 à Fort Lauderdale en Floride, est un joueur américain de football américain évoluant au poste de cornerback dans la National Football League (NFL).
Il est également spécialiste des retours de dégagement.
Il joue depuis 2023 pour les Steelers de Pittsburgh après avoir été membre des Cardinals de l'Arizona (2011-2020) et des Vikings du Minnesota (2021-2022).

## Biographie

### Carrière universitaire
Étudiant à l'université d'État de Louisiane, il joue pendant trois saisons pour les Tigers de LSU. Il y remporte le Jim Thorpe Award et le Chuck Bednarik Award en 2010.

### Carrière professionnelle
Il est sélectionné en 5e choix global lors du premier tour de la draft 2011 de la NFL par la franchise des Cardinals de l'Arizona.
Il détient à ce jour le record du plus long punt retourné pour un joueur des Cardinals à savoir un retour de 99 yards qu'il a réalisé en 2011.
En juillet 2014, il signe une prolongation de son contrat de cinq ans pour un montant de 70 millions de dollars.

### Vie privée
Il est parent avec les sportifs Bryant McFadden (en), Walter McFadden (en), Sinorice Moss (en) et Santana Moss.